# Ptilinopus wallacii
El tilopo de Wallace (Ptilinopus wallacii) es una especie de ave columbiforme de la familia Columbidae endémica de Indonesia. Su nombre hace honor al naturalista británico Alfred Russel Wallace. Se alimenta de diversas frutas pequeñas y bayas. 

## Descripción
El tilopo de Wallace mide aproximadamente 25 cm de longitud, generalmente sus alas son verdes vistosas con el píleo y la frente escarlata, cuello blanco, su plumaje varía entre tonos naranja y purpúreos. Se caracteriza por tener un pico genérico de color amarillo y una larga cola verde. Su pecho es de un gris pálido azulado, vientre naranja con parches blancos. Hembra y macho no presentan mayor diferencia.    

## Distribución y hábitat
Se encuentra únicamente en el este de Indonesia. Habita en las selvas próximas a los ríos de las Molucas surorientales, las islas Aru y algunas pequeñas islas cercanas.
El tilopo de Wallace es considerado como especie de menor preocupación según a la Lista Roja de la UICN.